# Agathymus
Agathymus är ett släkte av fjärilar. Agathymus ingår i familjen tjockhuvuden.

## Dottertaxa tillAgathymus, i alfabetisk ordning[1]
- Agathymus alliae
- Agathymus aryxna
- Agathymus baueri
- Agathymus belli
- Agathymus carlsbadensis
- Agathymus chinatiensis
- Agathymus chisosensis
- Agathymus comstocki
- Agathymus dawsoni
- Agathymus diabloensis
- Agathymus drucei
- Agathymus escalantei
- Agathymus estelleae
- Agathymus evansi
- Agathymus fieldi
- Agathymus florenceae
- Agathymus freemani
- Agathymus gilberti
- Agathymus hoffmanni
- Agathymus indecisa
- Agathymus judithae
- Agathymus juliae
- Agathymus lajitaensis
- Agathymus mariae
- Agathymus mcalpinei
- Agathymus micheneri
- Agathymus neumoegeni
- Agathymus polingi
- Agathymus remingtoni
- Agathymus rethon
- Agathymus ricei
- Agathymus rindgei
- Agathymus stephensi
- Agathymus valverdiensis